# Mladen Petrić

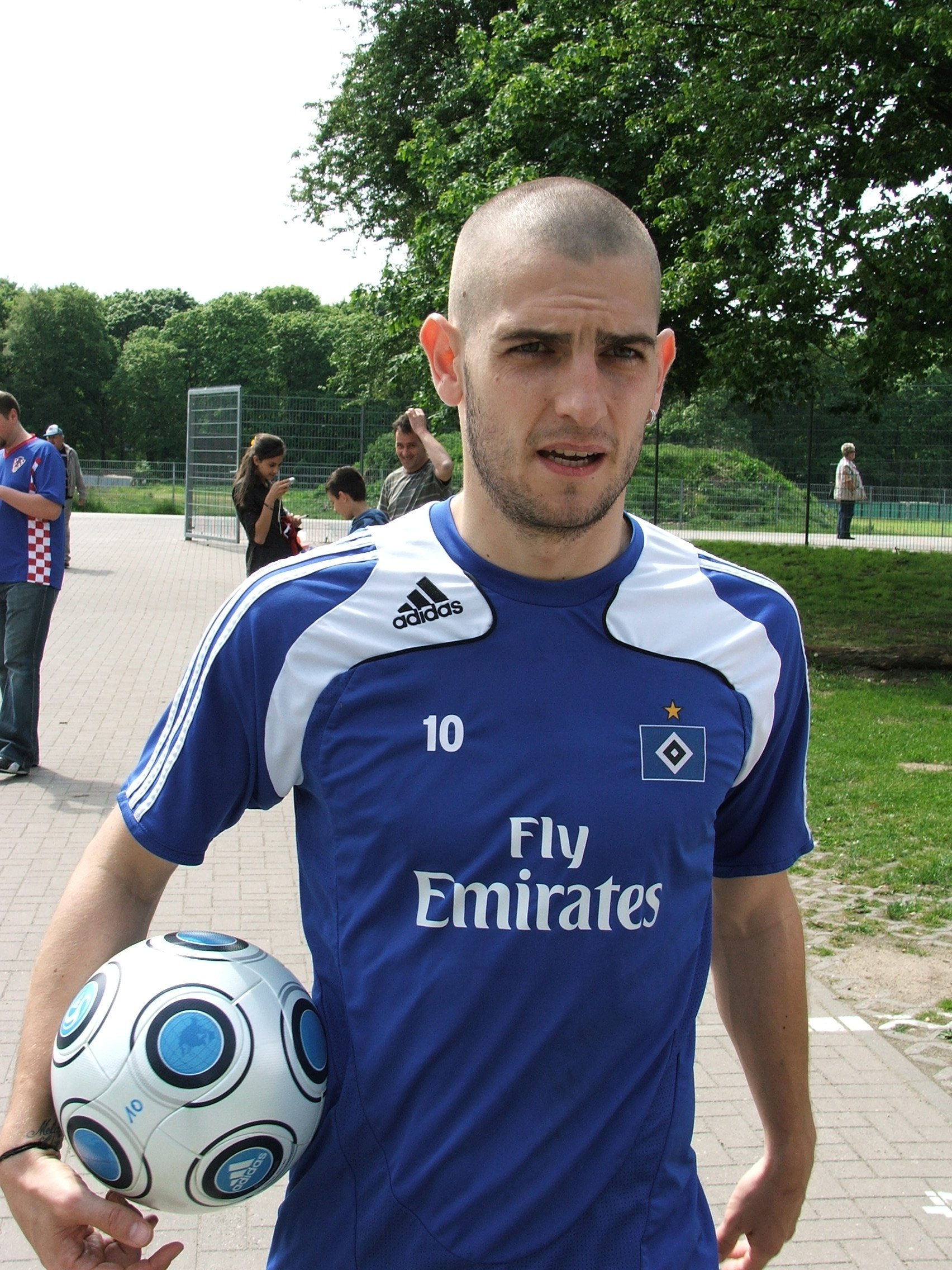
Mladen Petrić

Mladen Petrić, född 1 januari 1981 i Dubrave, Jugoslavien (nuvarande Bosnien och Hercegovina), är en kroatisk före detta fotbollsspelare. Han var anfallare och representerade bland andra Grasshopper, FC Basel, Borussia Dortmund, Hamburger SV och Panathinaikos. Han representerade även det kroatiska fotbollslandslaget i totalt 45 landskamper.